# Перлівець Титанія
Перлівець Титанія (Boloria titania) — вид денних метеликів родини сонцевиків (Nymphalidae).

## Поширення
Вид поширений у холодних та гірських районах Європи, Північної Азії та Канади. В Україні відомі підтверджені знахідки у Львівській, Чернівецькій, Житомирській та Харківській областях.

## Опис
Довжина переднього крила у самців — 21-23 мм, у самиць — 23-26 мм. Основне забарвлення верхньої сторони крил — червонувато-жовте, з малюнком з чорних поперечних смуг і плям. Основне забарвлення нижнього боку задніх крил коричневе, близько зовнішнього краю з жовтуватими плямами і фіолетовим відтінком. Плями на зовнішньому краї великі, стрілоподібні, чорні, в середині сріблясті. Гусениця чорно-бура, з темними смугами на спині і боках, шипи жовті. Лялечка коричнево-сірого кольору.

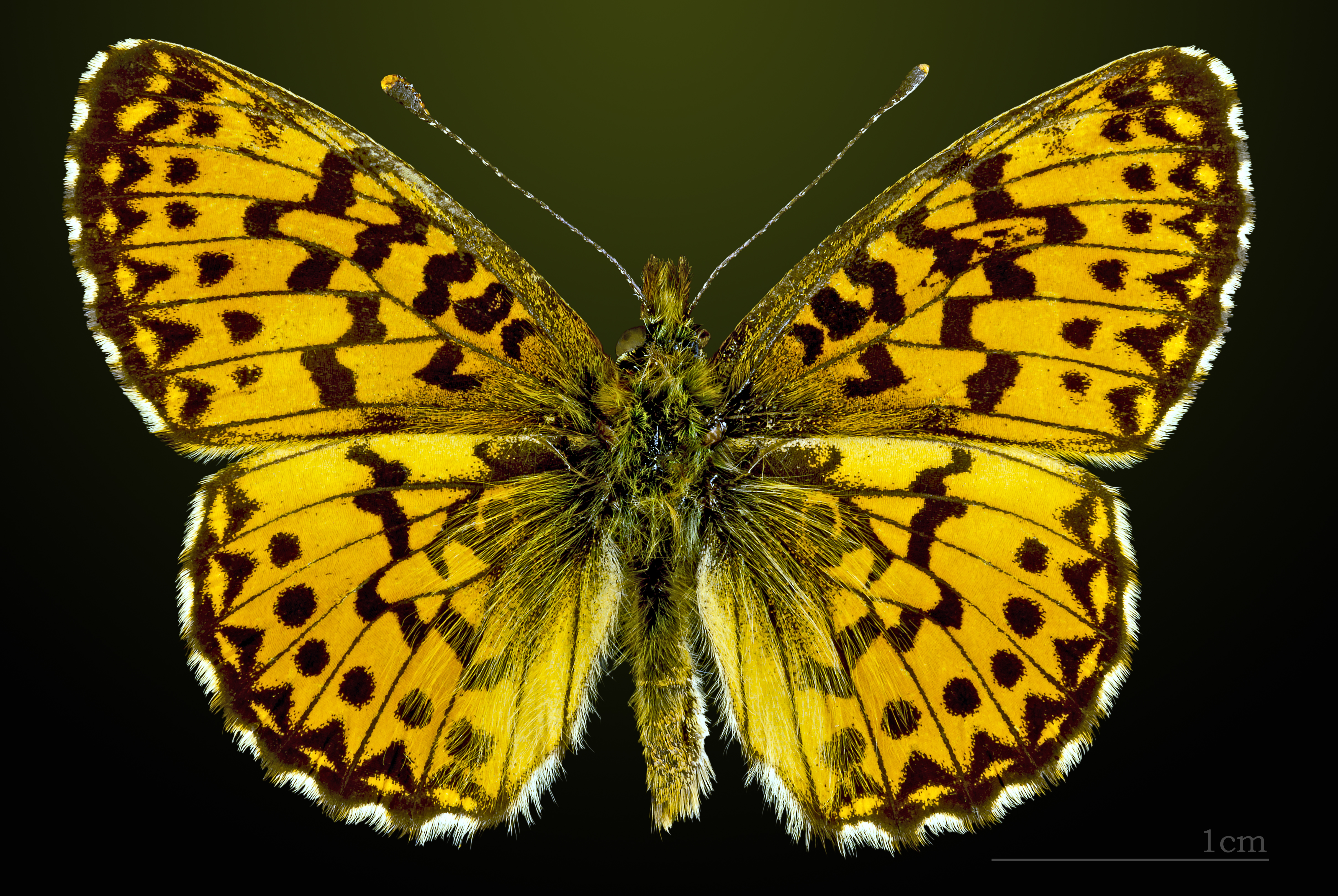
Дорсальна сторона
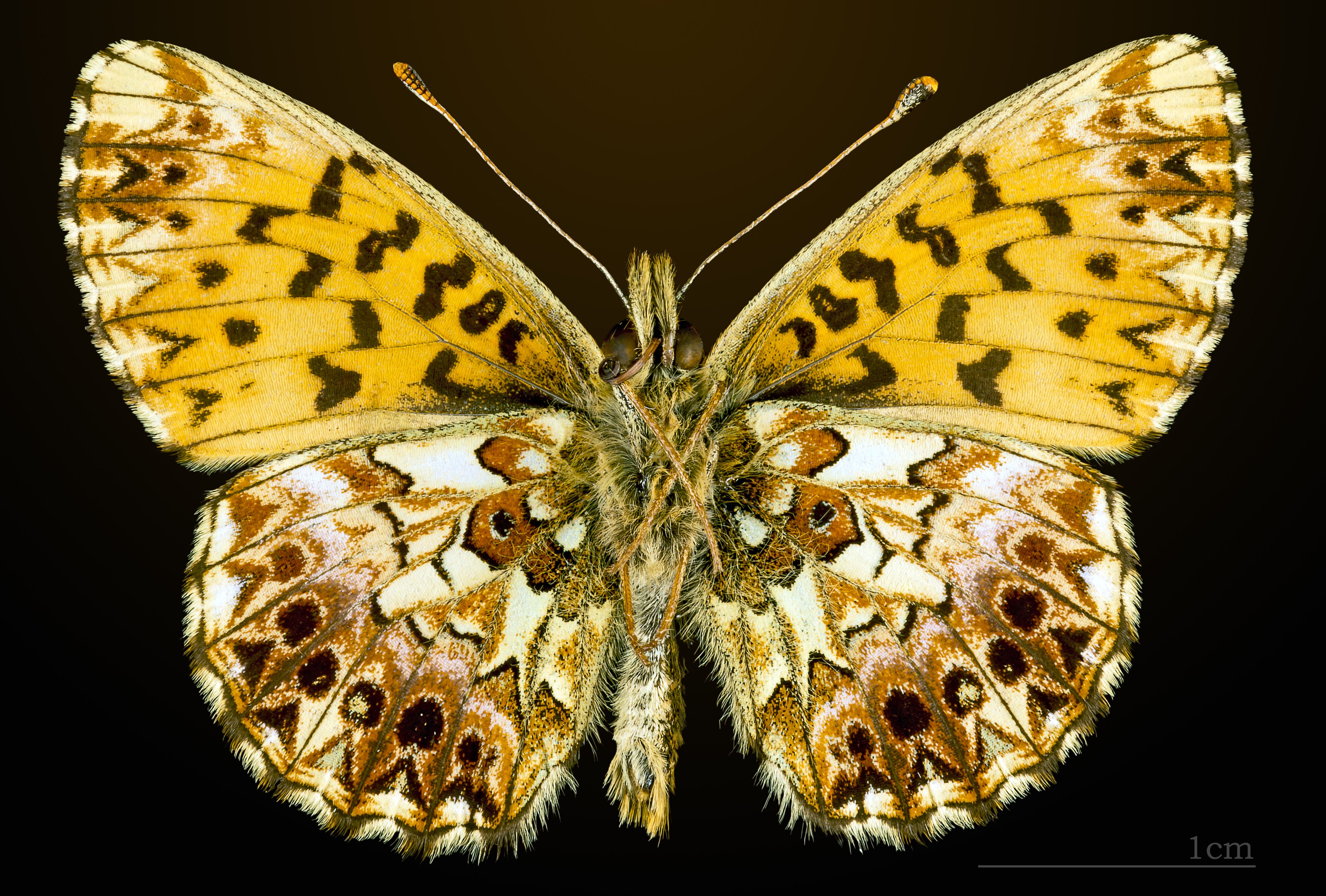
Вентральна сторона

## Спосіб життя
Трапляється на узліссях змішаних лісів, рідколіссях і заростях чагарників вздовж джерел і ставків, болотистих луках, сфагнових болітах. Кормовими рослинами гусениць є фіалка, лохина, гірчак зміїний, гадючник в'язолистий, купальниця азійська. Зимує гусінь, заляльковуються навесні.